# 고한승
고한승(高漢承, 1902년 8월 27일(수요일)~1949년 10월 29일(토요일))은 한국의 아동문학가로, 조선민주주의인민공화국 경기도 개성 출생이다.

## 개요
방정환·마해송·윤극영 등과 함께 색동회를 조직하여 소년운동에 앞장서는 한편, 잡지 《어린이》에 동화를 발표하였다. 또한, 극예술협회 등에 가입, 신극운동에도 참여하여 〈장구한 밤〉·〈4인 남매〉 등의 창작극을 썼다. 1927년 한국 최초의 창작동화집 《무지개》를 출간하고, 색동회를 중심으로 동화의 창작과 구연(口演) 등을 통하여 어린이의 정서함양에 힘썼다. 광복 후에는 개벽사에 근무했으며, 《어린이》를 복간, 주재하면서 많은 동화를 발표하였다.